# Brandon Laird
Pour les articles homonymes, voir Laird (homonymie).
Brandon Laird (né le 11 septembre 1987 à Cypress, Californie, États-Unis) est un joueur de troisième but des Ligues majeures de baseball jouant pour les Nationals de Washington.
Son frère Gerald Laird, de huit ans son aîné, est un receveur évoluant dans les majeures depuis 2003.

## Carrière

### Yankees de New York
Brandon Laird est drafté au 27e tour de sélection par les Indians de Cleveland en 2005 mais ne signe pas avec l'équipe. Il s'entend plutôt, deux ans plus tard, avec les Yankees de New York après que ceux-ci l'aient réclamé au 27e tour de sélection de la séance de repêchage amateur de 2007.
Laird amorce sa carrière en ligues mineures dès 2007. En 2010, il gradue du niveau AA au niveau AAA et y amorce la saison 2011, s'alignant avec les Yankees de Scranton dans la Ligue internationale.
Il fait ses débuts dans le baseball majeur avec les Yankees le 22 juillet 2011 après avoir été rappelé de Scranton. Amené dans sa première partie comme frappeur suppléant, il soutire un but-sur-balles au lanceur des A's d'Oakland avant de venir marquer un point pour les Yankees quelques minutes plus tard sur une frappe de Nick Swisher. Demeuré dans la partie, Laird réussit à sa présence suivante son premier coup sûr au plus haut niveau, un simple bon pour un point aux dépens du lanceur Craig Breslow.

### Astros de Houston
Le 1er septembre 2012, il est réclamé au ballottage par les Astros de Houston. Il dispute 42 matchs en 2012 et 2013 pour Houston, obtenant 6 circuits et 15 points produits. Son premier coup de circuit dans le baseball majeur est réussi le 5 septembre 2012 aux dépens du lanceur Jason Grilli des Pirates de Pittsburgh.

### Nationals de Washington
Il rejoint les Royals de Kansas City le 23 novembre 2013. Durant l'entraînement de printemps, les Royals échangent Laird aux Nationals de Washington le 15 mars 2014.